# 23286 Parlakgul
23286 Parlakgul è un asteroide della fascia principale. Scoperto nel 2000, presenta un'orbita caratterizzata da un semiasse maggiore pari a 2,5269266 UA e da un'eccentricità di 0,1776715, inclinata di 8,12194° rispetto all'eclittica.